# Rick Jhonatan Lima Morais
Rick Jhonatan Lima Morais, noto semplicemente come Rick (São Luís, 2 settembre 1999), è un calciatore brasiliano, attaccante del Talleres (C).

## Carriera
Nato a São Luís, entra a far parte del settore giovanile del Ceará nel 2018, dopo aver militato nella sezione di futsal del Moto Club, nel Boca Júnior e nel Grêmio; debutta in prima squadra il 25 agosto dello stesso anno nel match di Copa Fares Lopes perso 1-0 contro il Ferroviário-CE. Il 20 maggio 2019 gioca il suo primo incontro nel Brasileirão sostituendo Leandro Carvalho al 63' del match vinto 2-1 contro il Grêmio.

## Statistiche

### Presenze e reti nei club
Statistiche aggiornate al 19 luglio 2025.
| Stagione         | Squadra          | Campionato       | Campionato | Campionato | Coppe nazionali | Coppe nazionali | Coppe nazionali | Coppe continentali | Coppe continentali | Coppe continentali | Altre coppe | Altre coppe | Altre coppe | Totale | Totale | Totale |
| Stagione         | Squadra          | Comp             | Pres       | Reti       | Comp            | Pres            | Reti            | Comp               | Pres               | Reti               | Comp        | Pres        | Reti        | Pres   | Reti   |        |
| ---------------- | ---------------- | ---------------- | ---------- | ---------- | --------------- | --------------- | --------------- | ------------------ | ------------------ | ------------------ | ----------- | ----------- | ----------- | ------ | ------ | ------ |
| 2018             | Ceará            | PD/CE+A          | 0+0        | 0          | CB              | 0               | 0               | -                  | -                  | -                  | CFL         | 6           | 0           | 6      | 0      |        |
| 2019             | Ceará            | PD/CE+A          | 0+4        | 0          | CB              | 0               | 0               | -                  | -                  | -                  | CdN         | 1           | 0           | 5      | 0      |        |
| 2020             | Ceará            | PD/CE+A          | 4+8        | 0          | CB              | 1               | 0               | -                  | -                  | -                  | CdN         | 6           | 0           | 19     | 0      |        |
| 2021             | Ceará            | PD/CE+A          | 6+28       | 1+6        | CB              | 2               | 0               | CS                 | 1                  | 0                  | CdN         | 4           | 0           | 41     | 7      |        |
| Totale Ceará     | Totale Ceará     | Totale Ceará     | 10+40      | 1+6        |                 | 3               | 0               |                    | 1                  | 0                  |             | 17          | 0           | 71     | 7      |        |
| gen.-giu. 2022   | Ludogorec        | PFL              | 12         | 0          | CB              | 3               | 0               | UCL+UEL            | -                  | -                  | SB          | -           | -           | 15     | 0      |        |
| 2022-2023        | Ludogorec        | PFL              | 17         | 2          | CB              | 2               | 1               | UCL+UEL+UECL       | 6+7+0              | 0+3+0              | SB          | 1           | 0           | 33     | 6      |        |
| 2023-2024        | Ludogorec        | PFL              | 32         | 3          | CB              | 5               | 5               | UCL+UEL+UECL       | 1+2                | 0                  | SB          | 1           | 0           | 43     | 8      |        |
| 2024-gen. 2025   | Ludogorec        | PFL              | 18         | 4          | CB              | 0               | 0               | UCL+UEL+UECL       | 6+7+0              | 1+1                | SB          | -           | -           | 31     | 6      |        |
| Totale Ludogorec | Totale Ludogorec | Totale Ludogorec | 79         | 9          |                 | 10              | 6               |                    | 31                 | 5                  |             | 2           | 0           | 122    | 20     |        |
| 2025             | Talleres (C)     | PD               | 13         | 1          | CA              | 1               | 0               | CL                 | 5                  | 0                  | SI          | 1           | 0           | 20     | 1      |        |
| Totale carriera  | Totale carriera  | Totale carriera  | 142        | 17         |                 | 14              | 6               |                    | 37                 | 5                  |             | 20          | 0           | 213    | 28     |        |

## Palmarès

### Club

#### Competizioni regionali
- Copa do Nordeste: 1

Ceará: 2020

#### Competizioni nazionali
- Supercoppa di Bulgaria: 2

Ludogorec: 2022, 2023
- Campionato bulgaro: 3

Ludogorec: 2021-2022, 2022-2023, 2023-2024
- Coppa di Bulgaria: 1

Ludogorec: 2022-2023
- Supercopa Internacional: 1

Talleres: 2023

### Individuale
- Capocannoniere della Coppa di Bulgaria: 1

2023-2024 (5 reti)